# Бхагаватічаран Варма
Бхагаватічаран Варма (нар. 30. VIII 1903, село Шафіпур, округ Уннао — 5 жовтня 1981) — індійський письменник, що пише гінді мовою.

## Життєпис
Літературна творчість його почалася з любовної лірики (збірки «Крапля меду», 1931; «Пісня кохання», 1937). Широку популярність Б. В. принесли роман «Чітралекха» (1934) і збірка віршів «Людина» (1940), які мали соціальну значимість. Романи «Остання ставка», «Свої іграшки» (1957) та ін. спрямовані проти буржуазного суспільства. В книжці «Забуті картини» (1959) висвітлюється ставлення пануючих класів країни до національно-визвольного руху 1880—1930. Б. Варма також пише п'єси, оповідання та сатиричний роман «Всі ми ляльки в руках божих» (1970).